# موموكو أندو
موموكو أندو (باليابانية: 安藤桃子؛ بالكانا: あんどう ももこ) هي كاتبة سيناريو ومخرجة يابانية، ولدت في 1982.

## وصلات خارجية
- الموقع الرسمي
- موموكو أندو على موقع IMDb (الإنجليزية)
- موموكو أندو على موقع ألو سيني (الفرنسية)
- موموكو أندو على موقع أول موفي (الإنجليزية)
- موموكو أندو على موقع قاعدة بيانات الفيلم (الإنجليزية)
- موموكو أندو على موقع كينوبويسك (الروسية)